# Dominic Hubbard
Pour les articles homonymes, voir Hubbard.
Dominic Bryce Hubbard (né le 24 août 1963), est un homme politique libéral démocrate britannique, président de la British Dyslexic Association et vice-président de la UK Sports Association .

## Biographie
Addington fait ses études à la Hewett School, Norwich, avant d'aller à l'Université d'Aberdeen, obtenant son diplôme de MA en 1988.
Il hérite du titre de baron Addington, d'Addington, dans le comté de Buckingham, à la mort de son père, James Hubbard, 5e baron Addington, ancien officier de police britannique d'Afrique du Sud, en 1982. En prenant son siège à 22 ans, il est le plus jeune pair de la Chambre des Lords.
Lord Addington est l'un des quatre-vingt-dix pairs héréditaires élus pour rester au Parlement en 1999. Il siège sur les bancs des libéraux démocrates à la Chambre des lords et est le porte-parole du parti pour le sport. Il est actuellement le plus ancien membre libéral démocrate de la Chambre des lords. Il est capitaine de l'équipe de rugby et de football de Commons and Lords et a joué dans deux compétitions parlementaires de coupes du monde en 1994 et 1999 .
En 1999, Addington épouse Elizabeth Ann, fille unique de Michael Morris, de Duxbury Park, Chorley, Lancashire. Lord et Lady Addington vivent à Norwich.
L'héritier du titre est son frère cadet, Michael Hubbard (qui par sa femme Emmanuella Ononye a un fils, Oliver).